# Donas (Fundão)
Donas ist ein Ort und eine ehemalige Gemeinde (Freguesia) im portugiesischen Kreis Fundão. Die Gemeinde hatte 859 Einwohner (Stand 30. Juni 2011).
Am 29. September 2013 wurden die Gemeinden Donas, Aldeia de Joanes, Aldeia Nova do Cabo, Fundão und Valverde zur neuen Gemeinde União das Freguesias de Fundão, Valverde, Donas, Aldeia de Joanes e Aldeia Nova do Cabo zusammengeschlossen.